# Joaquim Manuel Coutinho de Albergaria Freire
Joaquim Manuel Coutinho de Albergaria Freire (Lisboa, 2 de Setembro de 1842 – Lisboa, 19 de Fevereiro de 1909) foi um fidalgo proprietário e lavrador português. Foi agraciado com o título de Visconde de Albergaria.
Era filho de Manuel Maria Coutinho de Albergaria Freire (1799–1875) e de sua prima Maria José de Castro Lobo Pimentel (1818–1887). Era sobrinho do 1º visconde de Monforte. Casou em Lisboa a 17 de Julho de 1876 com Maria Alexandrina da Gama Lobo Pimentel (1845–1919).
Teve foro de Fidalgo Cavaleiro da Casa Real pelo rei D. Luís I por Alvará de 5 de Junho de 1886, com 1$600 reis de moradia e um alqueire de cevada por dia, que por seu pai lhe pertencia.
Cerca de 1890 era proprietário e lavrador no concelho de Estremoz, tendo ao seu serviço uma debulhadora Clayton, enviada para a região de Évora pela Direcção Regional de Agricultura nesse ano.
Participou na Exposição Nacional do Rio de Janeiro de 1908, na Secção Portuguesa, com o stand nº 129, representando a produção de azeite de oliveira da Quinta de São João da freguesia de Santa Maria de Estremoz, na época 20.500 litros em anos de regular produção.
Faleceu a 12 de Fevereiro de 1909, sem descendência,sobrevivendo-lhe a sua mulher, D.  Maria Alexandrina, que aperce citada no testamento da sua irmã, D. Maior Clara Coutinho de Albergaria Freire.
Não havendo descendência do primeiro titular, bem como de qualquer das suas irmãs, a sucessão na representação deste título cai na Casa dos Marqueses da Praia e de Monforte, descendentes de Luís Coutinho de Albergaria Freire, 1º visconde de Monforte.
Após a implementação da República e o fim do sistema nobiliárquico, pretende ter direito à representação histórica deste título, José Miguel Rodrigues Severino Soares de Albergaria, pretensão que não tem qualquer fundamento nobiliárquico, apesar de ter sido admitida pelo Gabinete de Estudos Nobiliárquico do Instituto Duque de Loulé, por alvará registado no livro Um, a 24 de Março de 2021, sob o nº2101 a fls. 36, condicionado pela superveniência de melhor direito. Não só o referido pretendente não tem qualquer ligação genealógica à família do 1.º titular, como, curiosamente, a única ligação que este tem à família que hoje representa este título é pelo lado da sua avó paterna que tem ligações familiares aos Açores e que partilha alguns ascendentes no século XVI com os viscondes da Praia. 